# Sân bay Seinäjoki
Sân bay Seinäjoki (tiếng Phần Lan: Seinäjoen lentoasema) (IATA: SJY, ICAO: EFSI) là một sân bay ở Ilmajoki, Phần Lan (IATA: SJY, ICAO: EFSI).

## Các hãng hàng không và tuyến bay
- Finncomm Airlines (Helsinki)